# جوتفريد يوهانسن
جوتفريد جوهانسن (بالدنماركية: Gotfred Johansen)‏ (4 مايو 1895 – 2 فبراير 1978) هو ملاكم دنماركي راحل، مثّل بلاده في الألعاب الأولمبية الصيفية 1920.

## روابط خارجية
هذه المقالة غير مرتبط بويكي بيانات